# Banco de Crédito Hipotecário e Agrícola do Estado de São Paulo
O Banco de Crédito Hipotecário e Agrícola do Estado de São Paulo, precursor do Banco do Estado de São Paulo (Banespa), foi instituído em 14 de junho de 1909, tendo iniciado sua atividades, em São Paulo, no dia 4 de setembro de 1909. 
Em 17 de dezembro daquele ano abriu uma agência em Santos. Seu objetivo principal era financiar a atividade cafeeira. Foi importante instrumento no desenvolvimento do estado de São Paulo.
Na sua fundação o controle acionário pertencia a capitais franceses, capitaneados pela instituição bancária Joseph Loste & Cie. Seu segundo maior acionista era o Banco do Commercio e Industria de São Paulo S/A e o terceiro era o tesouro do Estado de São Paulo.
Nasceu por iniciativa do então secretário da Fazenda Olavo Egídio de Sousa Aranha, que deu, com sua criação, aproveitamento a duas importantes leis editadas pelo estado de São Paulo: a primeira, promulgada no governo de Jorge Tibiriçá em 1904, garantia, pelo Estado, o pagamento de juros-ouro de 6% ao ano aos bancos fundados na cidade de São Paulo que concedessem créditos agrícolas; e a segunda, que aperfeiçoou a primeira, editada em dezembro de 1908 no governo Albuquerque Lins, autorizava o levantamento de recursos por emissões públicas de ações ou obrigações ao portador, que também teriam os juros-ouro de 6% ao ano garantidos pelo Estado de São Paulo.
Em 1919, no governo Altino Arantes, o tesouro do Estado de São Paulo, utilizando recursos financeiros do então poderoso Instituto do Café de São Paulo, nacionalizou o controle acionário do Banco de Crédito Hipotecário e Agrícola do Estado de São Paulo, adquirindo a totalidade das ações pertencentes aos franceses.
Em 4 de novembro de 1926 o Banco de Crédito Hipotecário e Agrícola do Estado de São Paulo teve seu capital social aumentado de 20 mil contos de réis para 50 mil contos de réis, 98% das ações então emitidas foram subscritas pelo Tesouro Estadual e pelo Instituto do Café de São Paulo que passaram, juntos, a deter 89,6% do capital do banco.
Em 22 de setembro de 1927 sua denominação social foi alterada para Banco do Estado de São Paulo, adotando o endereço telegráfico "Banespa", assim nascendo o banco que se tornou famoso.